# Rezerwat przyrody Pogorzelce
Rezerwat przyrody Pogorzelce – rezerwat przyrody położony na terenie gminy Białowieża w województwie podlaskim.
- Powierzchnia według aktu powołującego: 6,15 ha (obecnie 7,64 ha[1])
- Rok powstania: 1974
- Rodzaj rezerwatu: leśny
- Przedmiot ochrony: fragment Puszczy Białowieskiej ze zbiorowiskami leśnymi, grądowymi, z dużym udziałem lipy drobnolistnej.